# Mont Pisshiri
Le mont Pisshiri (ピッシリ山, Pisshiri-zan) culminant à 1 031 d'altitude est la montagne la plus élevée des monts Teshio. Elle se trouve à la limite des bourgs de Haboro et Horokanai en Hokkaidō au Japon.